# Alin Dudea
Alin Ilie Dudea (sinh ngày 6 tháng 6 năm 1997) là một cầu thủ bóng đá người România thi đấu cho Dinamo București ở vị trí hậu vệ (trung vệ và trái), nhưng cũng có thể chơi ở vị trí tiền vệ trung tâm.